# Огивара, Норико
Норико Огивара (яп. 荻原規子, "Огивара Норико"; род. 1959, Токио) — японская писательница фэнтези.

## Биография
Норико Огивара родилась в 1959 году в Токио. В детстве, прочитав «Хроники Нарнии» Клайва Льюиса, она решила стать писателем-фантастом.
Её первая книга «Голубой нефрит» (空色勾玉, "Sorairo Magatama") выиграла несколько наград по детской литературе и была переведена на английский Кэти Хирано, как «Dragon Sword and Wind Child» (Меч дракона и Ребенок ветра). Следующие два романа «Лебединая странная легенда» (白鳥異伝, "Hakuchou Iden") и «Розовая нимфа» (薄紅天女, "Usubeni Tennyo "), были продолжением «Голубого нефрита» и опубликованы только на японском языке. Эти три книги вместе составляют серию «Нефритовая трилогия».
Другая её работа «Добрая ведьма с Запада» (西の善き魔女, "Nishi no Yoki Majo"), сочетает в себе жанры вестерн и фэнтези. Это серия из восьми книг. На основе этого цикла выпущено серию манга-адаптаций авторства Харухико Момокава, которая выпускалась в журнале Comic Blade. На основе произведения также сняли аниме-сериал под названием «Добрая колдунья с Запада: Завещание Астраи», который выпускался в Японии в 2006 году.
Её серия романов фэнтези «Девушка из Красной книги» (レッドデータガール, Reddo Dēta Gāru), которая была впервые опубликована в 2008 году, состоит из шести книг. На основе серии также сняли аниме-сериал.